# Hecatesia
Hecatesia là một chi bướm đêm thuộc họ Noctuidae.

## Các loài
- Hecatesia exultans Walker, [1865]
- Hecatesia fenestrata Boisduval, 1829
- Hecatesia thyridion Feisthamel, 1839